# Kurt Diestel

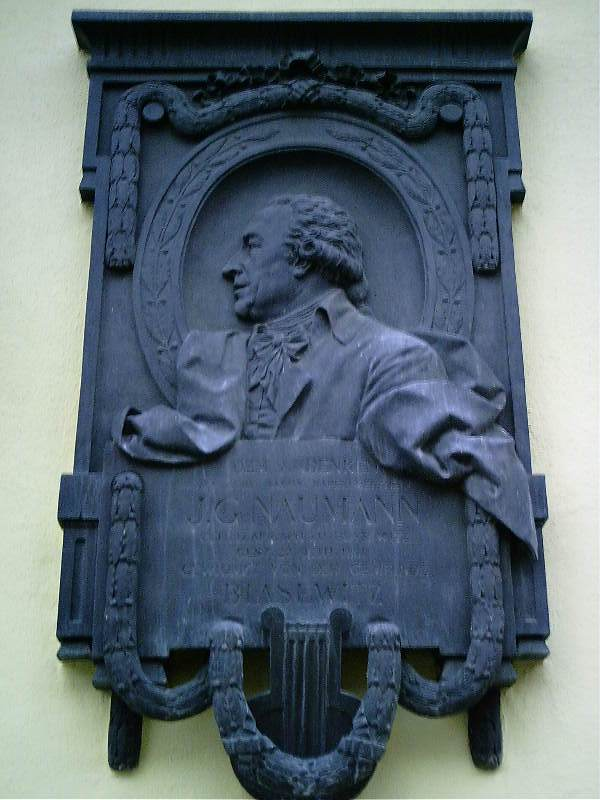
Gedenktafel am Rathaus Blasewitz

Kurt Diestel (* 15. Februar 1862 in Königsberg i. Pr.; † 18. April 1946 in Dresden) war ein deutscher Architekt und Hochschullehrer an der Technischen Hochschule Dresden.

## Leben
Diestel studierte 1880 Architektur am Polytechnikum Dresden. Zu Beginn seiner Berufstätigkeit war er ab 1883 im Architekturbüro seines Lehrers Karl Weißbach und von 1896 bis 1906 im eigenen Atelier in Dresden tätig. Von 1907 bis 1927 lehrte Diestel als o. Professor für Bauformenlehre und Direktor der Sammlungen für Bauformenlehre und Architektonisches Zeichnen an der TH Dresden. In seinen letzten Jahren an der TH Dresden war er zudem Professor für Bauordnungswesen. Zu Diestels Schülern an der TH Dresden zählte Rolf Göpfert.
Er trug den (sächsischen) Ehrentitel Geheimer Hofrat.

## Bauten
- 1892–1893: Erweiterungsbau der Charité Frauenklinik in Berlin[1]
- 1896–1897: Villa Käthe-Kollwitz-Ufer 92 in Blasewitz
- 1901–1902: Geschäftshaus für den Landwirtschaftlichen Kreditverein in Dresden, Prager Straße 43 (1945 zerstört)
- 1901–1902: Büro- und Geschäftshaus für die Landwirtschaftliche Feuerversicherungs-Genossenschaft in Dresden, Wiener Straße 13 / Prager Straße (gegenüber dem Hauptbahnhof, mit Gastronomiebetrieb „Kaiser-Café“, 1945 zerstört)
- 1901–1902: Altes Hirschhaus in Meißen, Markt 2
- 1938/39: Marinelazarett Glückstadt

Entwürfe
1902: Gedenktafel als Reliefporträt von Johann Gottlieb Naumann, zweifach ausgeführt durch den Blasewitzer Bildhauer Bruno Fischer

## Schriften
- Deutsche Baukunst zu Ende des 19. Jahrhunderts. Dresden 1907.
- Übergangserscheinungen im Städtebau und Bauordnungswesen. Berlin 1915.
- Bauordnung und Bebauungsplan. Berlin 1917.